# Ewerton de Castro
Ewerton de Castro (São Paulo, Brasil, 11 de diciembre de 1945) es un actor, director y productor de teatro brasileño.

## Biografía
Profesor de interpretación teatral, ha participado en más de 25 cintas, además de numerosos espectáculos teatrales, como actor y director de telenovelas. Con un estilo propio de interpretar, es considerado uno de los mejores actores de Brasil, con éxitos tanto televisivos como cinematográficos.

## Trayectoria

### Televisión
- 2008 - Llamas de la Vida  - TV Record - Britto
- 2006/2007 - Bicho de Matar - TV Record - Señor Tulio
- 2005 - Esas mujeres - TV Record - Ministro Heródoto Duarte
- 2004/2005 - La esclava Isaura - TV Record - Belchior
- 2001 - Los Mayas (miniserie) - TV Globo - Manuel Vilaça
- 1997 - Los Osos del Baron - SBT - Luis Eulálio
- 1995/1996 - Sangre de Mi Sangre - SBT - Lorenzo
- 1993/1994 - Fera Ferida - TV Globo - Genival Gusmão
- 1992/1993 - De Cuerpo y Alma - TV Globo - Antônio Guedes
- 1992 - Las Novias de Copacabana - miniserie - TV Globo - Bacelar
- 1990/1991 - Araponga - TV Globo - Jansen
- 1990 - Riachuelo Dulce - miniserie - TV Globo - Silveira
- 1990 - Esclava Anastacia - (miniserie - Rede Manchete) - Padre
- 1990 - Pantanal - TV Manchete - Quim
- 1989/1990 - Kananga de Japón - TV Manchete - Saraiva
- 1989 - Colonia Cecilia - miniserie - TV Bandeirantes - José ariga
- 1987 - El Otro - TV Globo - Vidigal
- 1985/1986 - Roque Santero - TV Globo - Gerson do Vale
- 1983/1984 - El Prometido - TV Globo - Roque
- 1977 - Éramos seis - Julinho
- 1976 - El juramento - Zé Maria
- 1976 - Jaque Mate - Carlinhos
- 1975/1976 - El Viaje - Alexandre
- 1975 - Oveja Negra - Bentinho
- 1973 - Vidas Marcadas
- 1972 - La Revuelta de los Angeles - Raul

### Cine
- 2003 - Maria, Madre del Hijo de Dios - Joaquim
- 2002 - El príncipe - Marino Esteves
- 1998 - Camino de los sueños
- 1989 - Kuarup
- 1987 - Radio Pirata
- 1984 - Patria Amada
- 1983 - El Medio
- 1982 - Alguien
- 1981 - Sexo, Su Única Arma
- 1980 - Los Rapaces de la Difícil Vida Fácil - João
- 1978 - La Violencia del Sexo
- 1978 - El Estrirpador de Mujeres - Pascoal
- 1978 - Adulterio por Amor - Gustavo
- 1977 - Ninfas Diabólicas
- 1976 - A Flor de Piel - Toninho
- 1974 - Las Delicias de la Vida - Adolfo
- 1974 - El Poderoso Machón
- 1973 - La Noche del Deseo - Pedro
- 1971 - Pasión en la Playa
- 1970 - Las Gatinhas
- 1970 - Las Armas
- 1968 - El Cuarto
- 1968 - El Jeca y la Monja